# Dormakaba

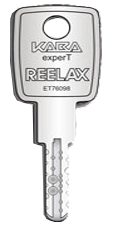
llave KABA

dormakaba Holding AG (anteriormente Kaba Holding AG) es una empresa multinacional de seguridad, con sede en Rümlang, Suiza y aproximadamente15.000 empleados en más de 50 países. Se formó como resultado de una fusión entre la antigua empresa Kaba y la antigua Dorma en septiembre de 2015. Cotiza en la Bolsa Suiza SIX . 
dormakaba generó una facturación de 2.850 millones de francos suizos durante el ejercicio 2022/23, con un crecimiento del 3,3 % respecto al año anterior. 
Desde el 1 de julio de 2023, dormakaba se organiza en torno a su principal negocio comercial, denominado Global Access Solutions and Key & Wall Solutions, con el respaldo de departamentos globales como Operaciones e Innovación. Su negocio OEM (fabricante de equipos originales) de la región de Asia-Pacífico se trasladó a Key & Wall Solutions y pasó a llamarse Key & Wall Solutions and OEM (KWO).
El nuevo modelo de negocio de dormakaba se centra en sus cinco mercados principales, los cinco mayores del segmento Access Solutions que en conjunto representan el 65% de las ventas: Alemania, Suiza, Reino Unido-Irlanda, Norteamérica y Australia, así como en sus dos mercados de más rápido crecimiento: China e India. 

## Historia
El Grupo dormakaba se crea en 2015 mediante la fusión de la empresa familiar alemana Dorma y el Grupo suizo Kaba, la cual se anunció el 30 de abril de 2015. A finales de agosto de 2015, la unión de ambas compañías fue aprobada por las autoridades de competencia. El Grupo Dormakaba comenzó a operar el 1 de septiembre de 2015. 
La creación de ambas empresas se remonta a hace más de 100 años.

### Historia de Kaba
En 1862, Franz Bauer fundó Kaba en Zúrich como una cerrajería y fábrica de cajas registradoras. La empresa fue vendida en 1915 a Leo Bodmer, quien la rebautizó como Bauer AG.
Cuando el inventor Fritz Schori creó la primera cerradura de cilindro con llave reversible en 1934, Bauer AG patentó el invento y bautizó la cerradura con el nombre del fundador de la empresa, Franz Bauer, conocido popularmente en alemán como "Kassenbauer" (juego de palabras con su apellido y su labor como fabricante de cajas registradoras), abreviado como "Kaba". 
Con el paso de los años, la empresa fue ampliando su cartera de negocios y se estableció en toda Europa. En 1995, Bauer Holding AG pasó a llamarse Kaba Holding AG, y sus acciones empezaron a cotizar en la Bolsa de Valores de Zúrich. 
Con la adquisición de Unican Security Systems (Montreal) en 2001, Kaba se afianzó en Norteamérica y añadió las marcas Silca, Ilco y Kaba Mas a su portfolio. 
En 2006, la empresa adquirió el grupo Wah Yuet en China, la empresa estadounidense Computerized Security Systems (CSS) con sus conocidas marcas Saflok y La Gard  y la empresa holandesa H. Cillekens Zn. BV.
Además, creó varias empresas conjuntamente con el grupo indio Minda.
En la feria Security 2008, Kaba fue galardonada con el "Security Innovation Award" de oro por su tecnología de identificación RCID. 
En 2011, Kaba vendió su negocio de automatización de puertas (Kaba Gilgen AG, anteriormente Gilgen AG) al grupo japonés Nabtesco . 
En 2015, Kaba se fusionó con Dorma.  

### Historia de Dorma
- 1908: Fundación de Dörken & Mankel KG por Wilhelm Dörken y su cuñado Rudolf Mankel en Ennepetal (Alemania).
- 1950: Entrada en el negocio de los cierrapuertas.
- 1962: Producción de las primeras puertas automáticas.
- 1976: Los herrajes para puertas de cristal se añaden a la gama de productos.
- 1978: La producción se internacionaliza: primera planta de producción en Singapur.
- 1987:  Producción de soluciones de seguridad y sistemas de control de salidas de emergencia.
- 1999: Adquisición de Groom.
- 2002: Entrada en el negocio de las paredes de separación móviles.
- 2013: Más de mil millones de euros de facturación anual.
- 2015: Fusión con Kaba. [13]

## Áreas de actividad
- Cierrapuertas y cerraduras
- Control de acceso y gestión horaria
- Puertas automáticas y barreras físicas
- Cilindros y organigramas
- Cerraduras de alta seguridad y cajas fuertes
- Sistemas de gestión hotelera
- Sistemas de llaves
- Sistemas de separación de espacios
- Sistemas de evacuación y rescate

## Marcas
dormakaba opera en la actualidad con las siguientes marcas en todo el mundo:
- Dormakaba
- Dorma Hüppe
- Silca
- Ilco
- BEST
- Kilargo
- Modernfold
- Probuck
- Skyfold

1. ↑  «Members of the Board of Directors of dormakaba Group». Archivado desde el original el 16 de junio de 2021. Consultado el 11 de enero de 2024.
2. ↑  «Till Reuter appointed new CEO of dormakaba».
3. ↑  «SIX Swiss Exchange - Dormakaba Holding AG». SIX Swiss Exchange.
4. ↑  «Annual Report 2022/23». Dormakaba (en inglés). 31 de agosto de 2022. Consultado el 31 de agosto de 2023.
5. ↑  «dormakaba initiates transformation program to strengthen the company for the future». newsroom.dormakaba.com (en inglés). Consultado el 3 de julio de 2022.
6. ↑  «dormakaba Group: Our Story». www.dormakabagroup.com. Archivado desde el original el 10 de enero de 2024. Consultado el 11 de enero de 2024.
7. ↑  «KABA compra la mayor fábrica de cerraduras del mundo». Interempresas Media. 27 de julio de 2006.
8. ↑  «Kaba cierra la compra de Saflok y La Gard por más de 73 millones de euros». Versys Ediciones Técnicas. 6 de octubre de 2006.
9. ↑  «Kaba gana el Premio a la Innovación en Seguridad 2008». CIC Construcción. 9 de octubre de 2008.
10. ↑  «Una firma de éxito en manos niponas». SRG SSR. 15 de junio de 2012.
11. ↑  «¡dorma+kaba ya es una realidad! El pasado 1 de julio se hizo efectiva la fusión entre las antiguas empresas». Puertas Automáticas Ediciones. Consultado el 7 de julio de 2016.
12. ↑  «Dorma y Kaba completan su fusión en España». Alimarket. 7 de octubre de 2016.
13. ↑  «Dorma y Kaba se fusionarán en un solo grupo para liderar el mercado de control de accesos». Digital Security Magazine. Consultado el 19 de mayo de 2015.

- Datos: Q690011
- Multimedia: Kaba Group / Q690011